# Пинежское сельское поселение
Пинежское сельское поселение или муниципальное образование «Пинежское» — муниципальное образование со статусом сельского поселения в Пинежском муниципальном районе Архангельской области России.
Соответствует административно-территориальным единицам в Пинежском районе — Пинежскому сельсовету (с центром в посёлке Пинега), Труфановскому сельсовету (с центром в деревне  Труфанова) и Юрольскому сельсовету (с центром в деревне Петрова).
Административный центр — посёлок Пинега.

## География
Пинежское сельское поселение находится в северной части Пинежского муниципального района. Крупнейшие реки поселения: Пинега, Нижня Поча, Верхняя Поча, Шилега, Юбра, Ёжуга, Кулой (Сотка), Полта, Кёлда, Копанец, Белая, Пежуга, Большая Ничуша, Себа, Сингус, Шестручей. Крупнейшие озёра: Солозеро, Чакольское, Чулос, Хитозеро, Заозерье, Калгозеро, Великое, Межник, Лимозеро, Шестозеро. Сотка (Кулой) соединена с рекой Пинегой каналом «Кулой — Пинега». Впадающая в Кулой слева ниже Шлюза Кулойского река Белая, вытекающая из Белого озера, способствует незамерзанию Кулоя на протяжении нескольких километров ниже по течению. По территории поселения проходит участок автодороги «Архангельск — Белогорский — Гбач — Пинега — Воепала — Совполье — Кимжа — Дорогорское — Мезень».

## История
Самое древнее упоминание местности, относящейся к нынешнему Пинежскому поселению имеется в надписи на найденном в Великом Новгороде деревянном цилиндре-замке (пломбе), датируемым XII веком: «В Пинезе 3 тысяче».
В 1867 году казна продала Кулойский солепаренный завод купцу Т. И. Русанову. Кулойский посад переименовали в село, а жители из мещан стали крестьянами.
До 1927 года территория поселения была в составе Пинежского уезда, а в 1927—1929 годах — в составе Архангельского уезда.
Пинежское (Красноборское) отделение Кулойлага НКВД было образовано в конце 1937 года и просуществовало до 1943 года.
Муниципальное образование было образовано в 2004 году.
1 июня 2016 года (Законом Архангельской области от 25 марта 2016 года № 408-24-ОЗ, территория упразднённого Труфаногорского сельского поселения была объединена с Пинежским сельским поселением с административным центром в посёлке Пинега.

## Население
| 2005  | 2010  | 2011  | 2012  | 2013  | 2014  | 2015  | 2016  | 2017  |
| ----- | ----- | ----- | ----- | ----- | ----- | ----- | ----- | ----- |
| 5957  | ↘4660 | ↘4643 | ↘4407 | ↘4197 | ↘4039 | ↘3940 | ↘3825 | ↗3952 |
| 2018  | 2019  | 2020  | 2021  | 2023  |       |       |       |       |
| ↘3833 | ↘3713 | ↘3567 | ↘3493 | ↘3357 |       |       |       |       |

## Состав сельского поселения
В состав сельского поселения входят 45 населённых пунктов
| №  | Населённый пункт | Тип населённого пункта          | Население |
| -- | ---------------- | ------------------------------- | --------- |
| 1  | Березник         | деревня                         | →1        |
| 2  | Березник         | деревня                         | →0        |
| 3  | Валдокурье       | деревня                         | ↗78       |
| 4  | Вальтево         | деревня                         | ↗10       |
| 5  | Вешкома          | деревня                         | ↗5        |
| 6  | Вижево           | деревня                         | →0        |
| 7  | Воепала          | деревня                         | ↗261      |
| 8  | Вонга            | деревня                         | ↗86       |
| 9  | Высокая          | деревня                         | →0        |
| 10 | Голубино         | посёлок                         | →0        |
| 11 | Заборье          | деревня                         | ↘1        |
| 12 | Заозерье         | деревня                         | ↗69       |
| 13 | Заозерье         | деревня                         | ↗2        |
| 14 | Каргомень        | деревня                         | ↘14       |
| 15 | Конецгорье       | деревня                         | ↗3        |
| 16 | Красная Горка    | посёлок                         | ↗62       |
| 17 | Красный Бор      | посёлок                         | ↗151      |
| 18 | Кривые Озёра     | посёлок                         | ↗229      |
| 19 | Крылово          | деревня                         | →0        |
| 20 | Кулогора         | деревня                         | ↗78       |
| 21 | Кулой            | деревня                         | ↘13       |
| 22 | Малетино         | деревня                         | ↘8        |
| 23 | Матвера          | деревня                         | ↗169      |
| 24 | Михеево          | деревня                         | ↗33       |
| 25 | Окатово          | деревня                         | ↗22       |
| 26 | Пепино           | деревня                         | →0        |
| 27 | Першково         | деревня                         | ↗1        |
| 28 | Петрова          | деревня                         | ↗111      |
| 29 | Печгора          | деревня                         | →6        |
| 30 | Пильегоры        | деревня                         | ↗8        |
| 31 | Пинега           | посёлок, административный центр | ↗3786     |
| 32 | Подрадье         | деревня                         | ↗18       |
| 33 | Почезерье        | деревня                         | ↘1        |
| 34 | Сояла            | деревня                         | ↘9        |
| 35 | Тайга            | посёлок                         | ↗401      |
| 36 | Труфанова        | деревня                         | ↗345      |
| 37 | Усть-Поча        | деревня                         | ↗11       |
| 38 | Холм             | деревня                         | ↘9        |
| 39 | Холм             | посёлок                         | ↘5        |
| 40 | Цимола           | деревня                         | ↗244      |
| 41 | Чикинская        | деревня                         | ↗10       |
| 42 | Чушела           | деревня                         | ↗77       |
| 43 | Щелья            | деревня                         | →0        |
| 44 | Юбра             | деревня                         | →0        |
| 45 | Юрола            | деревня                         | ↘9        |